# Усть-Пусошур
Усть-Пусошор — деревня в Глазовском районе Удмуртии в составе  сельского поселения Ураковское.

## География
Находится на расстоянии примерно 19 км на юг по прямой от центра района города Глазов. 

## История
Местная форма названия деревни Сымпи. Деревня образовалась в 1920 году. Первый житель некий Волков, который пришел с деревни Верх-Сепыч. Деревня насчитывала 17 дворов. В деревне был организован колхоз «Нива», а при укрупнении деревня вошла в колхоз им. Жданова. С этого события начался выезд многих жителей для проживания в других местностях.

## Население
Постоянное население  составляло 2 человек (удмурты 100%) в 2002 году, 2 в 2012.